# Wajijiwa Entertainment
Wajijiwa Entertaiment (tiếng Trung: 哇唧唧哇娱乐文化有限公司, viết tắt: 哇唧唧哇) là một công ty giải trí phim và truyền hình đa phương tiện ở Trung Quốc, được thành lập vào ngày 21 tháng 4 năm 2017 bởi đạo diễn và nhà sản xuất nổi tiếng Long Đan Ni, Mã Hạo và những người khác. Ngoài quản lý nghệ sĩ, Wajijiwa Entertainment còn tham gia đầu tư và sản xuất phim và truyền hình, sản xuất âm nhạc, phát triển các chương trình tạp kỹ.

## Nghệ sĩ

### Nhóm nhạc

#### Nhóm nhạc nam
- XNINE (2016 - nay)

#### Nhóm nhạc nữ
- S.i.S (đồng quản lý với MBO Entertainment(công ty con của GMM)) (2020 - nay)

### Ban nhạc
- Fool and Idiot (2018 - nay)
- Khí Vận Liên Minh (Air League Band) (2020 - nay)
- Máy Hát Ngủ Trưa (Nap Phonograph Band) (2020 - nay)
- Hành Tinh Trái Cây (Fruit Planet Band) (2020 - 2023)
- Hệ Ngân Hà (Galaxy Band) (2020 - 2022)

### Nghệ sĩ nam
- Triệu Lỗi (XNINE, R1SE)
- Hạ Chi Quang (XNINE, R1SE)
- Yên Hủ Gia (XNINE, R1SE)
- Bành Sở Việt (XNINE)
- Ngũ Gia Thành (XNINE)
- Cốc Gia Thành (XNINE)
- Quách Tử Phàm (XNINE)
- Tiêu Chiến (XNINE)
- Mao Bất Dịch
- Mã Bá khiên  (VictorMa) https://en.m.wikipedia.org/wiki/Victor_Ma#
- Châu Chấn Nam (R1SE)
- Trạch Tiêu Văn (R1SE)
- Hà Ty
- Chung Dịch Hiên
- Liêu Tuấn Đào (Máy Hát Ngủ Trưa)
- Thái Duy Trạch
- Từ Duy Quân
- Lý Nghi Bang
- Diệp Thiếu Phi
- Trịnh Quang Lương
- Tư Ngoại Qua
- Trương Y Hào
- Khâu Hồng Khải
- Trương Gia Nguyên
- Từ Dương (Hệ Ngân Hà)
- Vũ Tinh (Hệ Ngân Hà)
- Điền Hồng Kiệt (Khí Vận Liên Minh)
- Lý Nhuận Kỳ (Khí Vận Liên Minh)
- Mã Triết (Khí VậnLiên Minh)
- Triệu Kha (Khí Vận Liên Minh)
- Cúc Dực Minh (Máy Hát Ngủ Trưa)
- Lưu Dương (Máy Hát Ngủ Trưa)
- HalamJ (Máy Hát Ngủ Trưa)
- Tiểu Trí (Hành Tinh Trái Cây)
- Trương Dương (Hành Tinh Trái Cây)
- Dương Nhuận Trạch (Hành Tinh Trái Cây)
- Diêm Vĩnh Cường (Hành Tinh Trái Cây)
- Tạ Uyên Vũ (Hành Tinh Trái Cây)

### Nghệ sĩ nữ
- Phùng Hy Dao
- Lý Trạch Lung
- Veegee (S.i.S)
- Pam - Từ Gia Lâm (S.i.S)
- Hồng Nhất Nặc (S.i.S)
- Vương Nghệ Điềm

### Cựu nghệ sĩ
- Trần Trạch Hy
- Vương Cánh Lực
- Lã Trạch Châu
- Đoàn Chí Hào
- Lý Viêm Hân
- Mạnh Tử Khôn
- Văn Triệu Kiệt
- Vương Thuấn Hòa (cựu thành viên Hành Tinh Trái Cây)
- Thẩm Chinh Bác (cựu thành viên Máy hát ngủ trưa)
- Hỏa Tiễn Thiếu Nữ 101 (đồng quản lý với Tencent) (2018 - 2020)
- Diệp Vũ Hàm
- R1SE (đồng quản lý với Tencent) (2019 - 2021)
- Triệu Thiên Vũ
- Đặng Điển
- Điền Diệc
- Trương Ngọc Kỳ
- By2
- Bon Bon Girls 303 (đồng quản lý với Tencent) (2020 - 2022)
- INTO1 (đồng quản lý với Tencent) (2021 - 2023)
- Hồ Vũ Đồng (cựu trưởng nhóm Khí Vận Liên Minh)
- Nhậm Dận Bồng (cựu thành viên Hệ Ngân Hà)
- Phó Tư Siêu (cựu thành viên Hệ Ngân Hà)